# Bataille de Carthagène (209 av. J.-C.)
Pour les articles homonymes, voir Bataille de Carthagène.
 (mai 2019).
Si vous disposez d'ouvrages ou d'articles de référence ou si vous connaissez des sites web de qualité traitant du thème abordé ici, merci de compléter l'article en donnant les références utiles à sa vérifiabilité et en les liant à la section « Notes et références ».
Deuxième guerre punique
Batailles
219 av. J.-C. : Sagonte
218 av. J.-C. : Rhône, Cissa, Tessin, La Trébie
217 av. J.-C. : Victumulae, Plaisance, Èbre, Lac Trasimène, Geronium
216 av. J.-C. : Cannes, Selva Litana, Nola (1re)
215 av. J.-C. : Cornus, Dertosa, Nola (2e)
214 av. J.-C. : Nola (3e) 
 213 av. J.-C. : Syracuse
212 av. J.-C. : Capoue (1re), Silarus, Herdonia(1re)
 211 av. J.-C. : Bétis, Capoue (2e)
210 av. J.-C. : Herdonia (2e), Numistro
209 av. J.-C. : Asculum, Carthagène
208 av. J.-C. : Baecula
207 av. J.-C. : Grumentum, Métaure
206 av. J.-C. : Ilipa, Carthagène (2e) (ca)
204 av. J.-C. : Crotone
203 av. J.-C. : Utique, Grandes Plaines
202 av. J.-C. : Zama
La bataille de Carthagène eut lieu en 209 av. J.-C., au cours de la deuxième guerre punique entre Carthage et la République romaine. Les Romains, commandés par Publius Cornelius Scipio, réussirent un assaut naval et terrestre et prirent ainsi la capitale carthaginoise de la péninsule Ibérique, Qart Hadasht (Carthagène). Ce fut le premier acte de conquête du sud de l'Hispanie par la République romaine.

## Contexte
Les frères Gnaeus Cornelius Scipio Calvus et Publius Cornelius Scipio avaient bien évalué l’importance de l’Espagne. Ils s'y rendent et remportent en 217 une victoire navale à l’embouchure de l’Èbre, puis reprennent Sagonte. Ils empêchent Hasdrubal de rejoindre son frère Hannibal et suscitent en 215 une guerre du roi numide Syphax contre les Carthaginois. Mais en 212, Hasdrubal soumet Syphax, et trois armées carthaginoises passent en Espagne. Les frères Scipion sont battus et tués en 211 av. J.-C., les forces romaines battent en retraite sur l’Èbre.
Tandis que le conflit s'enlise en Italie, où Hannibal espère des renforts, à Rome, le jeune Cornelius Publius Scipion, fils du précédent, qui deviendra connu sous le nom de Scipion l'Africain, entre alors en scène. Quoique n’ayant jamais été consul, il obtient un pouvoir proconsulaire pour l’Espagne en 210.
Scipion arriva en Espagne en 210 av. J.-C. et passa l'hiver à organiser son armée, estimée à 28 000 fantassins, 3 000 cavaliers et 35 bateaux, dans ce qui est maintenant Tarragone, tout en organisant l'attaque de Carthagène. Ses ennemis étaient trois généraux carthaginois : Hasdrubal Barca, Magon Barca et Hasdrubal Giscón. La relation entre ces généraux n'était pas bonne, et les trois armées étaient éloignées l'une de l'autre : Hasdrubal Barca était au centre de la péninsule, près de Gibraltar se trouvait Magon. et Giscón se tenait à l'embouchure du Tage. Chacun d'entre eux était à plus de dix jours de Carthagène. En 209, profitant de la dispersion des armées puniques, Scipion décide d'attaquer la capitale carthaginoise de la péninsule Ibérique, où les Carthaginois conservaient leur trésor de guerre et détenaient des otages ibères et d'où ils contrôlaient les riches régions minières de l'arrière-pays.

## Positions
La cité punique de Carthagène était située sur une presqu'île reliée à la côte, à l'est, par un isthme. Le côté nord était protégée par une grande lagune alimentée par un canal qui protégeait l'ouest de la ville. Le côté sud donnait sur une baie encaissée face à la mer Méditerranée. La ville était donc naturellement bien protégée et très difficile à prendre d'assaut.
Scipion mit sa flotte sous le commandement de son ami Lælius, lui confia son plan de bataille, prit lui-même le commandement des forces terrestres et avança vers le sud à marche forcée avec le gros de son armée. Il installa son camp face à l'isthme, isolant ainsi la ville du continent. La flotte romaine, sous le commandement de Lælius, barrant l'accès à la mer, Carthagène se trouvait bloquée, sans aide extérieure possible.

## Combats
Après avoir repoussé une sortie des défenseurs de la ville, Scipion ordonna un assaut combiné avec son infanterie attaquant par l'isthme et la flotte attaquant par le sud. Cependant, cette première attaque échoua.
Il décida d'une seconde attaque, plus tard dans la même journée : tandis qu'il opérait une diversion à l'ouest, un contingent traversa la lagune, profitant que la profondeur en était faible du fait de la marée, et attaqua depuis le nord. Ces assaillants réussirent à escalader le mur nord et surprirent les défenseurs à revers. Dans le même temps, les forces navales parvinrent à entrer dans la cité par le sud et, en peu de temps, toute la ville tomba. Magon, commandant de la place, et les derniers résistants se réfugièrent dans la citadelle (Arx Asdrubalis) mais finirent par capituler, et la ville fut mise à sac.

## Conséquences
Avec la prise de Carthagène, en plus des approvisionnements militaires qui se trouvaient dans la ville, les Romains devinrent maîtres de toute la côte est de la péninsule et de l'exploitation des mines d'argent de la région.
La ville punique de Qart Hadasht fut rebaptisée Carthago Nova et devint la tête de pont romaine pour la conquête du sud de l'Espagne.

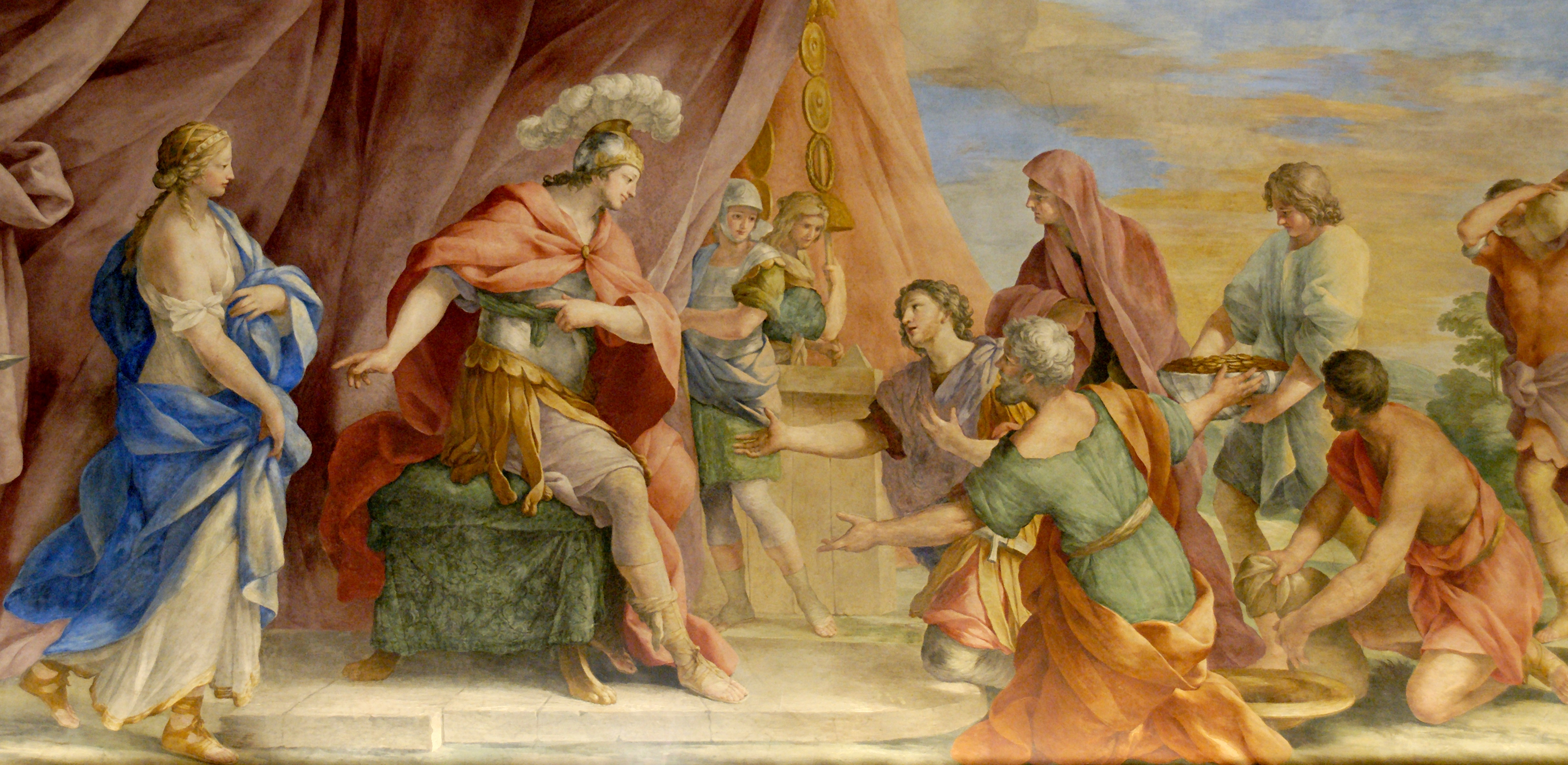
La Clémence de Scipion par Romanelli, Musée du Louvre, INV20350

Pendant le pillage de la ville punique aurait eu lieu l'épisode connu comme La Clémence de Scipion, où, les soldats romains ayant présenté une princesse ibérique comme butin à leur général, le chef celtíbère, son fiancé Alucio, vint apporter une rançon pour sa libération. Voyant l'amour qu'ils éprouvaient l'un pour l'autre, Scipion les aurait pris en pitié et rendit la rançon, la consignant comme une dot pour leur mariage.